# تاتیانا شویگانووا
تاتیانا شویگانووا (روسی: Татьяна Ивановна Швыганова؛ زادهٔ ۹ نوامبر ۱۹۶۰) بازیکن هاکی روی چمن اهل روسیه بود.
او دارنده مدال برنز بازی های المپیک تابستانی 1980 در مسکو است.